# Palais épiscopal d'Orléans
Le palais épiscopal d'Orléans, aussi appelé localement ancien évêché ou hôtel Dupanloup, est un bâtiment classique français situé rue Félix Dupanloup à Orléans (Loiret). Ce bâtiment, qui a servi jusqu'en 1905 de résidence aux évêques d'Orléans, accueille depuis 2014 le Centre international universitaire pour la recherche. 

## Construction
Le palais a été construit entre 1635 et 1641. Son architecte n'est pas connu avec certitude, les noms de Jacques Lemercier et de Pierre Le Muet ont été avancés. Le corps de logis principal a été le premier construit, suivi des ailes, mais le reste du projet initial, plus ambitieux, n'a jamais été réalisé. Le portail monumental fermant la cour d'honneur n'a été réalisé qu'à la fin du XVIIe siècle. 
Au XVIIIe siècle, les appartements privés de l'évêque d'Orléans occupaient le rez-de-chaussée. À l'étage, une grande salle permettait notamment la tenue de réunions synodales.

## Histoire du bâtiment
À la Révolution, le palais est divisé en plusieurs logements. Il abrite ensuite, de 1799 à 1804, le musée de la ville. 
À partir de 1805, il redevient, pour un siècle, la résidence officielle des évêques d'Orléans. L'empereur Napoléon et Adolphe Thiers y ont chacun été hébergés au moins une nuit. 
En 1899, une statue équestre de Jeanne d'Arc en bronze d'Armand Le Véel est érigée dans la cour d'honneur. 
Avec l'intervention de la loi de séparation des Églises et de l'État, le palais perd sa fonction de résidence. La municipalité manifeste alors son intention de le racheter à l'État pour y installer sa bibliothèque municipale. Le projet est toutefois retardé par la Première Guerre mondiale, pendant laquelle le bâtiment abrite un hôpital militaire. 
En 1919, le palais épiscopal est racheté par la ville d'Orléans et la bibliothèque municipale y est installée. La grande salle du premier étage devient salle de lecture en 1927. 
La chapelle, qui dispose d'une entrée distincte, est quant à elle transformée en synagogue sous le nom de « Centre communautaire Georges Lewy », en 1971. 
Après des projets d'agrandissement sur place qui n'aboutissent pas, la bibliothèque est transférée en 1994 dans une nouvelle médiathèque construite place Gambetta. De 1996 à 2010, le rez-de-chaussée du bâtiment est utilisé pour installer une bibliothèque de quartier dite « Bourgogne », mais une partie des étages reste à l'abandon. 
La municipalité décide alors de rénover le bâtiment pour y installer le Centre international universitaire pour la recherche de l'université d'Orléans, comprenant notamment une salle de soutenance des thèses. Après une phase de fouille archéologique, les travaux de restauration et d'aménagement sont terminés en décembre 2013. Inauguré le 18 janvier 2014, le Centre universitaire regroupe le Studium (Loire Valley Institute for Advanced Studies) et le service des affaires internationales de l'université.
Le palais bénéficie de multiples protections au titre des monuments historiques : son portail est classé en 1912, un bâtiment annexe est inscrit en 1928 et le bâtiment principal et son jardin sont finalement classés en 1942.

## Habitants
L'écrivain Georges Bataille y a été nommé conservateur de la bibliothèque de la ville d'Orléans en 1951. Il y a habité et y a écrit tout ou partie de quelques-unes de ses œuvres, Histoire de l'érotisme, Théorie de la religion...